# Parafia Matki Bożej Rozwiązującej Węzły w Chicago
Parafia Matki Bożej Rozwiązującej Węzły (ang. Mary Undoer of Knots Parish) – parafia rzymskokatolicka położona w Chicago w stanie Illinois w Stanach Zjednoczonych.
Jest ona wieloetniczną parafią w północno-zachodniej dzielnicy Chicago, z mszą św. w j. polskim dla polskich imigrantów.
Parafia została poświęcona Matce Bożej Rozwiązującej Węzły i  św. Konstancji.

## Szkoły
- St. Constance School[2]
- Kolbe School Of Polish Language[3]